# François Bourgoing (dominicain)
Pour les articles homonymes, voir François Bourgoing (homonymie) et Bourgoing.
Le père Edme « François » Bourgoing, exécuté le 23 février 1590 à Tours, est un religieux français, prieur des Dominicains à Paris.

## Biographie
Il est le fils de Guillaume Bourgoing, Conseiller du roi en la cour de Parlement, « conseiller d’État », seigneur de Poissons, d'Agnon, de La Haute Cour, de Chaillan, de La Doue, de Limanton et de Mussy (toutes situées dans le Nivernais) décédé le 17 mai 1551 à Paris, saint-André des Arts (et inhumé à Paris, saint-André des Arts, chapelle Saint-Claude-et-Saint-Nicolas), et de Mademoiselle Le Clerc du Tremblay.
Il est accusé d'avoir poussé le moine Jacques Clément à assassiner Henri III. Il est certain, du moins, qu'il célébra en chaire « l'action héroïque et le glorieux martyre » de son confrère. 
Ayant pris les armes à la main dans l'assaut des faubourgs de Paris en novembre 1589, il fut condamné par le parlement de Tours à être écartelé, comme régicide. 
Le procès d'Edme Bourgoing eut lieu à Tours par les soins de la partie du parlement qui, obéissant aux ordres d'Henri IV, y siégeait depuis avril 1589. Interrogé le 20 février 1590, Bourgoing nia être l'instigateur du crime. Il mit en cause un autre jacobin qui aurait poussé Clément à agir. Il s'agirait du P. Chantebien, du couvent de Sens, prédicateur expérimenté. Pourtant, l'ambassadeur espagnol Mendoza, installé dans le Paris ligueur et bien informé, écrit que Clément avait demandé à son supérieur, c'est-à-dire à Edme Bourgoing et Nicolas de Monte, si ce meurtre était licite.  
En dépit de ses tentatives pour esquiver toute responsabilité, Bourgoing fut condamné à la peine qui frappait les régicides. Il fut tiré à quatre chevaux le 23 février.  
Encore interrogé avant le supplice, il répondit : « Nous avons bien fait ce que nous avons pu et non pas ce que nous avons voulu ». Ce demi-aveu était-il une allusion à un autre attentat, dirigé contre Henri IV et qui aurait manqué ?  
Outre les prédications dans lesquelles il exalta Judith, c'est-à-dire J. Clément, il fut l'auteur d'un libelle intitulé « Discours véritable de l'estrange et subite mort de Henry de Valois advenue par permission divine ».  

## Source
Cet article comprend des extraits du Dictionnaire Bouillet. Il est possible de supprimer cette indication, si le texte reflète le savoir actuel sur ce thème, si les sources sont citées, s'il satisfait aux exigences linguistiques actuelles et s'il ne contient pas de propos qui vont à l'encontre des règles de neutralité de Wikipédia.
- Les Régicides : Clement, Ravaillac, Damiens /Pierre Chevalier
- Louise de Lorraine et Marguerite de France : deux épouses et reines à la fin du XVIe siècle / Jacqueline Boucher